# Hartlepool United Football Club 2015-2016
Questa voce raccoglie le informazioni riguardanti l'Hartlepool United Football Club nelle competizioni ufficiali della stagione 2015-2016.

## Rosa
| N. |                             | Ruolo | Calciatore       |
| -- | --------------------------- | ----- | ---------------- |
| 1  | Irlanda del Nord (bandiera) | P     | Trevor Carson    |
| 2  | Inghilterra (bandiera)      | D     | Carl Magnay      |
| 3  | Irlanda (bandiera)          | D     | Jake Carroll     |
| 4  | Inghilterra (bandiera)      | D     | Harry Worley     |
| 5  | Inghilterra (bandiera)      | D     | Scott Harrison   |
| 6  | Inghilterra (bandiera)      | D     | Matthew Bates    |
| 8  | Inghilterra (bandiera)      | C     | Brad Walker      |
| 9  | Inghilterra (bandiera)      | A     | Rakish Bingham   |
| 10 | Inghilterra (bandiera)      | A     | Billy Paynter    |
| 11 | Inghilterra (bandiera)      | A     | Kudus Oyenuga    |
| 12 | Inghilterra (bandiera)      | C     | Ebby Nelson-Addy |
| 13 | Inghilterra (bandiera)      | P     | Adam Bartlett    |
| 14 | Inghilterra (bandiera)      | C     | Michael Woods    |
| 15 | Inghilterra (bandiera)      | A     | Rhys Oates       |

| N. |                        | Ruolo | Calciatore         |
| -- | ---------------------- | ----- | ------------------ |
| 16 | Inghilterra (bandiera) | C     | Nicky Featherstone |
| 17 | Inghilterra (bandiera) | A     | Scott Fenwick      |
| 18 | Inghilterra (bandiera) | C     | Lewis Hawkins      |
| 19 | Inghilterra (bandiera) | C     | Jordan Richards    |
| 20 | Inghilterra (bandiera) | D     | Dan Jones          |
| 21 | Inghilterra (bandiera) | D     | Michael Duckworth  |
| 22 | Inghilterra (bandiera) | D     | Josh Nearney       |
| 23 | Inghilterra (bandiera) | C     | Connor Smith       |
| 24 | Inghilterra (bandiera) | C     | Kieran Green       |
| 26 | Inghilterra (bandiera) | D     | Andrew Boyce       |
| 27 | Inghilterra (bandiera) | D     | Brad Halliday      |
| 31 | Inghilterra (bandiera) | P     | Peter Denton       |
| 33 | Scozia (bandiera)      | C     | Kal Naismith       |